# Medaillespiegel van de Olympische Winterspelen 2014

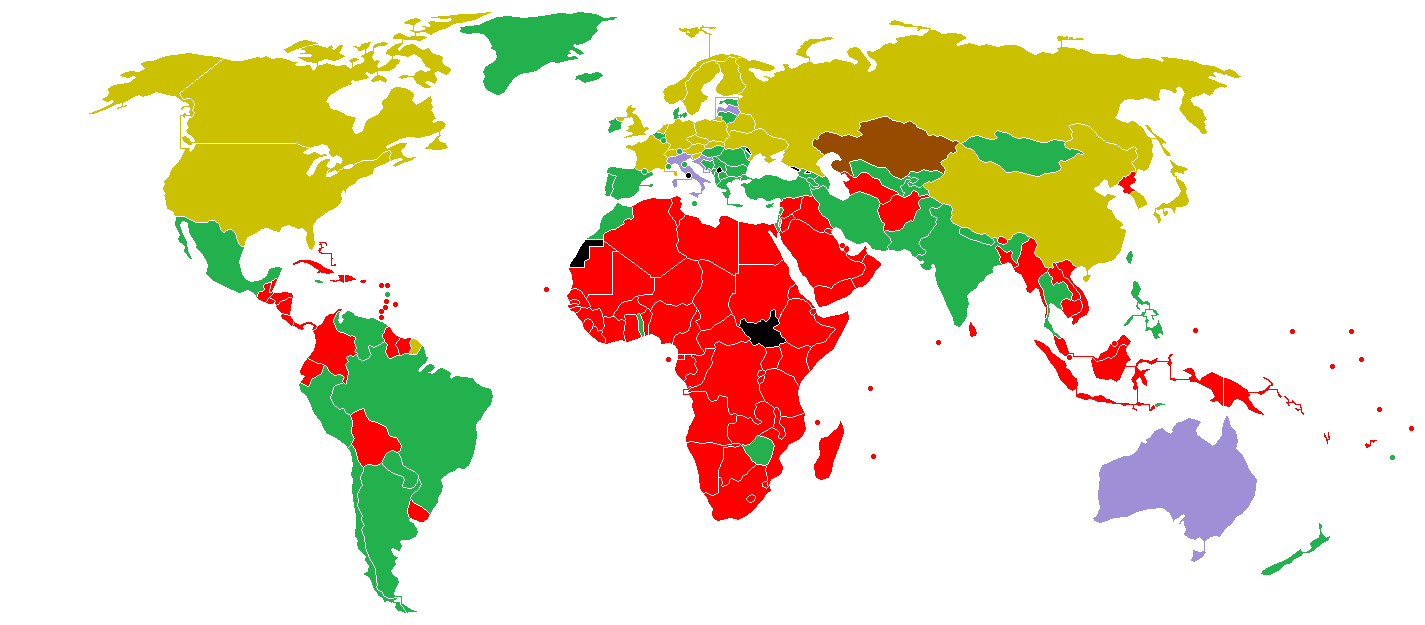
Wereldkaart met de hoogst behaalde medaille per land tijdens de Olympische Winterspelen van 2014 in Sotsji.
voor landen met ten minste één gouden medaille.
voor landen met ten minste één zilveren medaille.
voor landen met ten minste één bronzen medaille.
voor landen die geen medaille wonnen.
voor landen die niet deelnamen.
voor landen zonder een erkend NOC.

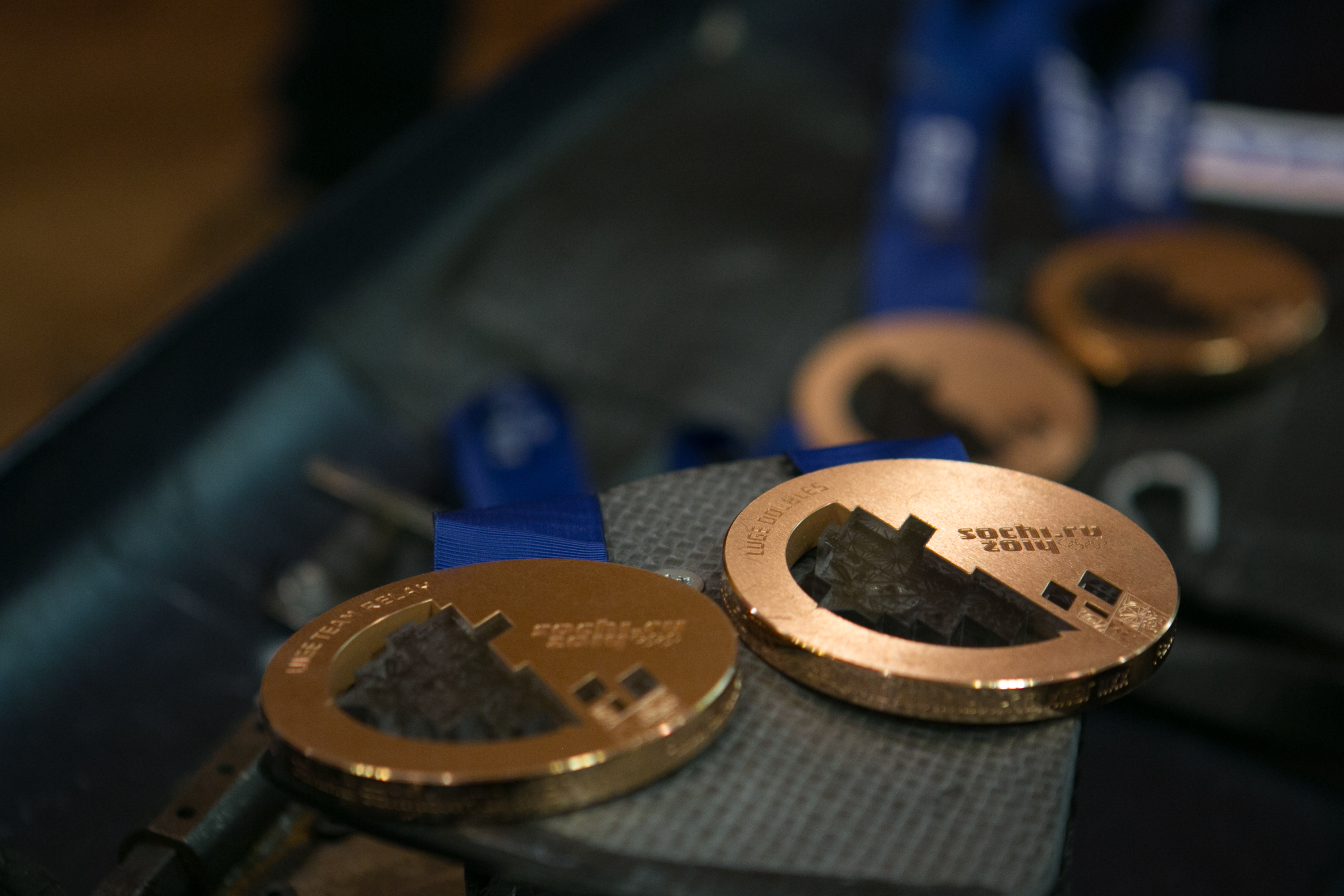
De bronzen medailles van de Spelen in Sotsji

De medailles op de Olympische Winterspelen 2014 in het Russische Sotsji werden op 98 onderdelen binnen de vijftien sportdisciplines in de zeven olympische sporten uitgereikt. In de tabel op deze pagina staat het medailleklassement.
Het IOC stelt officieel geen medailleklassement op, maar geeft desondanks een medailletabel ter informatie. In dit klassement wordt eerst gekeken naar het aantal gouden medailles, vervolgens de zilveren medailles en tot slot de bronzen medailles (lexicografische volgorde).
In navolging op het dopingschandaal dat zich rond de Winterspelen afspeelde is een aantal Russische medailles door het IOC afgenomen. Het betreft onder andere de bronzen medaille van Elena Nikitina en de gouden medaille van Aleksandr Tretiakov.

## Medailleklassement
In de tabel heeft het gastland een blauwe achtergrond. Het grootste aantal medailles in elke categorie is vetgedrukt.
| Plaats | Land             | NOC    | Goud | Zilver | Brons | Totaal |
| ------ | ---------------- | ------ | ---- | ------ | ----- | ------ |
| 1      | Rusland          | RUS    | 11   | 9      | 9     | 29     |
| 2      | Noorwegen        | NOR    | 11   | 5      | 10    | 26     |
| 3      | Canada           | CAN    | 10   | 10     | 5     | 25     |
| 4      | Verenigde Staten | USA    | 9    | 9      | 10    | 28     |
| 5      | Nederland        | NED    | 8    | 7      | 9     | 24     |
| 6      | Duitsland        | GER    | 8    | 6      | 5     | 19     |
| 7      | Zwitserland      | SUI    | 6    | 3      | 2     | 11     |
| 8      | Wit-Rusland      | BLR    | 5    | 0      | 2     | 7      |
| 9      | Oostenrijk       | AUT    | 4    | 8      | 5     | 17     |
| 10     | Frankrijk        | FRA    | 4    | 5      | 6     | 15     |
| 11     | Polen            | POL    | 4    | 1      | 1     | 6      |
| 12     | China            | CHN    | 3    | 4      | 2     | 9      |
| 13     | Zuid-Korea       | KOR    | 3    | 3      | 2     | 8      |
| 14     | Zweden           | SWE    | 2    | 8      | 5     | 15     |
| 15     | Tsjechië         | CZE    | 2    | 4      | 2     | 8      |
| 16     | Slovenië         | SLO    | 2    | 2      | 4     | 8      |
| 17     | Japan            | JPN    | 1    | 4      | 3     | 8      |
| 18     | Finland          | FIN    | 1    | 3      | 1     | 5      |
| 19     | Groot-Brittannië | GBR    | 1    | 1      | 2     | 4      |
| 20     | Oekraïne         | UKR    | 1    | 1      | 0     | 2      |
| 21     | Slowakije        | SVK    | 1    | 0      | 0     | 1      |
| 22     | Italië           | ITA    | 0    | 3      | 7     | 10     |
| 23     | Letland          | LAT    | 0    | 2      | 2     | 4      |
| 24     | Australië        | AUS    | 0    | 2      | 1     | 3      |
| 25     | Kroatië          | CRO    | 0    | 1      | 0     | 1      |
| 26     | Kazachstan       | KAZ    | 0    | 0      | 1     | 1      |
| Totaal | Totaal           | Totaal | 99 * | 97 *   | 99 *  | 295    |

* Op de Afdaling (v) werden twee gouden medailles gewonnen en geen zilver.
* Op de Super G (m) werden twee bronzen medailles gewonnen.
De bovenstaande tabel geeft een overzicht van de destijds uitgedeelde medailles, waarvan na de Spelen een aantal is afgenomen.
Medaillespiegel Olympische Spelen aller tijden · Medaillespiegel Zomerspelen aller tijden · Medaillespiegel Winterspelen aller tijden
Medaillespiegel Zomerspelen
1896 · 1900 · 1904 · 1906 · 1908 · 1912 · 1920 · 1924 · 1928 · 1932 · 1936 · 1948 · 1952 · 1956 · 1960 · 1964 · 1968 · 1972 · 1976 · 1980 · 1984 · 1988 · 1992 · 1996 · 2000 · 2004 · 2008 · 2012 · 2016 · 2020 · 2024

Medaillespiegel Winterspelen

1924 · 1928 · 1932 · 1936 · 1948 · 1952 · 1956 · 1960 · 1964 · 1968 · 1972 · 1976 · 1980 · 1984 · 1988 · 1992 · 1994 · 1998 · 2002 · 2006 · 2010 · 2014 · 2018 · 2022
Alpineskiën · Biatlon · Bobsleeën · Curling · Freestyleskiën · Kunstrijden · Langlaufen · Noordse combinatie · Rodelen · Schaatsen · Schansspringen · Shorttrack · Skeleton · Snowboarden · IJshockey